# Sân bay Hứa Gia Bình Ân Thi
Sân bay Ân Thi nằm ở Ân Thi, Hồ Bắc, Trung Quốc (IATA: ENH, ICAO: ZHES).

## Hãng hàng không và điểm đến
- China Eastern Airlines (Trùng Khánh, Vũ Hán, Nghi Xương)
- China Southern Airlines (Vũ Hán)
- Hainan Airlines (Vũ Hán)
- Jetstar Pacific Airlines (Nha Trang, Thành phố Hồ Chí Minh)